# 和豊帯の会
和豊帯の会（わほうたいのかい）は、日本の宗教法人。単立。アイスターの創業者西山栄一を教祖とする。旧称は理創教会。

## 概要
神仏への信仰を第一義とはしないが神仏を否定するのではないとした上で、「同心一・和豊帯」の教えに基づき本尊を崇拝する。教典は『実践原論』。地上から争いごとをなくし、すべての人が「平和」で、「豊か」で、「連帯」のある生活を実現することを目指して活動しているという。西山栄一を実質的な指導者とする女性党（旧：新しい時代をつくる党）の支持母体の一つである。2019年現在の代表役員は西山庸行（株式会社アイスター代表取締役社長）。
教祖の西山栄一はかつて創価学会の信者であった。1985年3月30日に「理創教会」の名称で教団を設立。1993年には本部を神奈川県から千葉県船橋市に移転、同年に現在の名称となる。1995年に田所美代子を代表役員として宗教法人化。同年の第17回参議院議員通常選挙では、会員の川口捷子が愛知県選挙区に「新しい時代をつくる党」公認候補として出馬。落選したものの同選挙区に立候補した49人のうち7番目に多い10224票を獲得している。なお川口は「個人の信仰と選挙への出馬は全く別」であると主張している。

## 沿革
- 1985年3月30日：「理創教会」設立。
- 1993年4月30日：本部を神奈川県から千葉県船橋市に移転。
- 1993年11月10日：「和豊帯の会」に名称変更。
- 1994年12月10日：「御宝殿」落成。
- 1995年3月29日：宗教法人格取得。4月12日に法人登記。
- 1997年12月16日：北海道紋別市に分教会開設。
- 1998年6月27日：滋賀県に「別格本山」開山。
- 2001年12月5日：新本部竣工。
- 2010年6月13日：「奉安殿」落成。